# RUN (長渕剛の曲)
「RUN」（ラン）は、日本のシンガーソングライターである長渕剛の26枚目のシングル。
アルバム『Captain of the Ship』（1993年）からの先行シングルであり、オリコンチャートでは最高位1位を獲得、売り上げ枚数は99万枚を記録した。
長渕主演のTBS系テレビドラマ『RUN』（1993年）の主題歌として使用された。

## 録音
「しゃぼん玉」以来となるロサンゼルスでのレコーディングを行っており、ケニー・アロノフやロイ・ビッタンなどアメリカ合衆国の現地ミュージシャンが参加している。

## 音楽性
デビュー当時とはかけ離れた、非常にしわがれた声で歌われている。声質はこの曲以前、また1994年以降よりもガラついており、作風が大きく変化した1990年代以降の確固とした長渕剛のスタイルが現れている。サウンド面では、通常のバンド形態の楽器のほかにマンドリンが加わっており、民族音楽のような曲調となっている。
歌詞の内容は、金よりも愛や真実を追い求める姿を描き出している。歌いだしの一節が、相田みつをの詩集からの盗作ではないかという疑惑が浮上し、遺族側が長渕の事務所へ確認したところ、長渕は「相田さんの作品にインスパイアされたことは事実」と認め、遺族側に謝罪した。遺族側はそれに対し光栄であると長渕に伝え、次作である「人間」（1994年）では冒頭で相田の代表作「人間だもの」の一節を引用し、ジャケット裏に「A tribute to Mr.MITSUO AIDA」と表示している。
音楽情報サイト『CDジャーナル』では、「重苦しい悲愴感が漂う、自問自答的な内省歌。詞にはシニカルな表現が多分に盛り込まれている」、「うなるように絞り出すしわがれた声で歌うのは、上手に世を渡ろうとして蹴つまづき、嘘で塗り固めてきた男の夢ばかり見て日が暮れる世知辛い物語」と表記されている。

## リリース
1993年9月22日に東芝EMIのエキスプレスレーベルよりリリースされた。セルフカバーシングルとなった前作「巡恋歌'92」（1992年）から約11ヶ月ぶりとなるリリース。そのため、新曲を収録したオリジナルシングルとしては「しゃぼん玉」（1991年）以来約2年ぶりともなる作品である。
同年11月に発売された約2年ぶりのアルバム『Captain of the Ship』（1993年）からの先行シングル。このシングルとアルバム『Captain of the Ship』2つのCDの購入者にプレゼントされる「長渕 剛 オリジナル ゴールドディスク・プレート」のキャンペーンの応募券付きのステッカーが封入されていた。
カップリング曲の「愛してるのに（'93 大阪城ホール Live Version）」は、アルバム『時代は僕らに雨を降らしてる』（1982年）の収録曲。同年5月27日に開催された『LIVE JAPAN '93』大阪城ホールでのライブ音源。

## 批評
| 専門評論家によるレビュー | 専門評論家によるレビュー |
| レビュー・スコア         | レビュー・スコア         |
| 出典                     | 評価                     |
| ------------------------ | ------------------------ |
| CDジャーナル             | 肯定的                   |

音楽情報サイト『CDジャーナル』では、「やるせない嘆きの感情が、しとしと伝わってきて酷く切ない。曲のムードとは裏腹に、キャッチーなメロディで聴かせる」、「果てなく広がる荒野に立たされたような孤独感が迫る」と評されている。

## チャート成績
オリコンチャートでは1位を獲得し、売り上げ枚数は累計で99万枚となった。長渕のシングルとしては「しゃぼん玉」（1991年）の110.8万枚、「とんぼ」（1988年）の103.5万枚に次ぐ売り上げとなった。また、この結果により長渕はシングル3作連続での1位を獲得する事となった。

## ライブ・パフォーマンス
本作でのテレビ出演は、1994年1月2日放送に放送されたフジテレビ系音楽番組『栄光のミリオンスターBIG3・夢の競演』（1994年）に出演し、本局の他に「ガンジス」、「心配しないで」を演奏した。正月特別番組であり、長渕の他にCHAGE and ASKA、プリンセス・プリンセスが出演している。
長渕のシングルとしては高い売り上げを誇る曲であるが、ライブでの演奏頻度は低くあまり演奏されていない。ライブでの演奏は発表当時のライブツアー「Live'94 Captain of the Ship」以降では、2000年のツアー「Live Only 2x2 -an unplugged-」、2002年のツアー「Live 2002 "空/SORA" in Arena」、2003年のツアー「Live 2003 Keep on Fighting」、2009年の「Tsuyoshi Nagabuchi Acoustic Live 30th Anniversary」、2014年のツアー「TSUYOSHI NAGABUCHI ARENA TOUR 2014 ALL TIME BEST」などで行われた。

## メディアでの使用
TBS系テレビドラマ『RUN』（1993年）の主題歌として使用された。同ドラマは長渕の主演連続ドラマの第7作であり、平均視聴率は15.2%を記録した。

## カバー
- 長渕剛 - 『ACOUSTIC 俺の太陽』（1999年） - アレンジは大幅に変更されたが、歌詞はオリジナルと同じ。
- パク・ヨンハ - 『sometime』（2005年）
- 柏原芳恵 - 『encore』（2007年）

## シングル収録曲
| 全作詞・作曲: 長渕剛、全編曲: 瀬尾一三、長渕剛。 |                                                   |        |            |      |
| #                                                | タイトル                                          | 作詞   | 作曲・編曲 | 時間 |
| 1.                                               | 「RUN」                                           | 長渕剛 | 長渕剛     | 5:34 |
| 2.                                               | 「愛してるのに（'93 大阪城ホール Live Version）」 | 長渕剛 | 長渕剛     | 7:07 |
| 3.                                               | 「RUN（オリジナル・カラオケ）」                   | 長渕剛 | 長渕剛     | 5:34 |
| 合計時間:                                        | 合計時間:                                         | 18:15  |            |      |

## スタッフ

### 参加ミュージシャン
- ケニー・アロノフ（英語版） - ドラムス
- ジョン・ピアス - ベース
- ティム・ピアス（英語版） - エレクトリックギター、アコースティック・ギター、マンドリン
- 長渕剛 - アコースティク・ギター
- ロイ・ビッタン（英語版） - キーボード
- ジョン・ヴァン・トンジェレン（英語版） - キーボード

### スタッフ
- 瀬尾一三 - プロデュース
- 長渕剛 - プロデュース
- 石塚良一 (Z's) - コ・プロデュース
- シェリー・ヤカス（英語版） - ミックス・エンジニア、レコーディング・エンジニア
- ブライアン・シューブル - レコーディング・エンジニア
- チャド・マンジー - ミックス・エンジニア
- 町田晋（東芝EMI） - A&Rディレクター
- 森田秀美（オフィス・レン） - エグゼクティブ・プロデュース

## 収録作品
スタジオ音源
- 『Captain of the Ship』（1993年）
- 『いつかの少年』（1994年）
- 『SINGLES Vol.3 (1988〜1996)』（1997年）
- 『ACOUSTIC 俺の太陽』（1999年） - リメイクバージョンを収録。
- 『BEST〜風〜』（2002年）
- 『Tsuyoshi Nagabuchi All Time Best 2014 傷つき打ちのめされても、長渕剛。』（2014年）